# Blagorodovac
Blagorodovac (njemački: Blagorodowatz) je naselje u Republici Hrvatskoj u Bjelovarsko-bilogorskoj županiji, u sastavu općine Dežanovac.

## Zemljopis
Blagorodovac je smješten na putu Dežanovac-Garešnica, susjedna sela su Hrastovac, Uljanik i Kreštelovac.

## Povijest
Do Drugoga svjetskoga rata Blagorodovac je bio naseljen većinom Nijemcima, tako da je prema popisu stanovništva iz 1910. godine imao 611 stanovnika od čega 509 Nijemaca, 65 Mađara i 30 Hrvata.

## Stanovništvo
Prema popisu stanovništva iz 2011. godine, naselje je imalo 229 stanovnika.
| broj stanovnika |       | 516   | 718   | 793   | 725   | 682   | 605   | 610   | 561   | 568   | 587   | 499   | 499   | 397   | 331   | 229   | 155   |
|                 | 1857. | 1869. | 1880. | 1890. | 1900. | 1910. | 1921. | 1931. | 1948. | 1953. | 1961. | 1971. | 1981. | 1991. | 2001. | 2011. | 2021. |